# Geleide bus

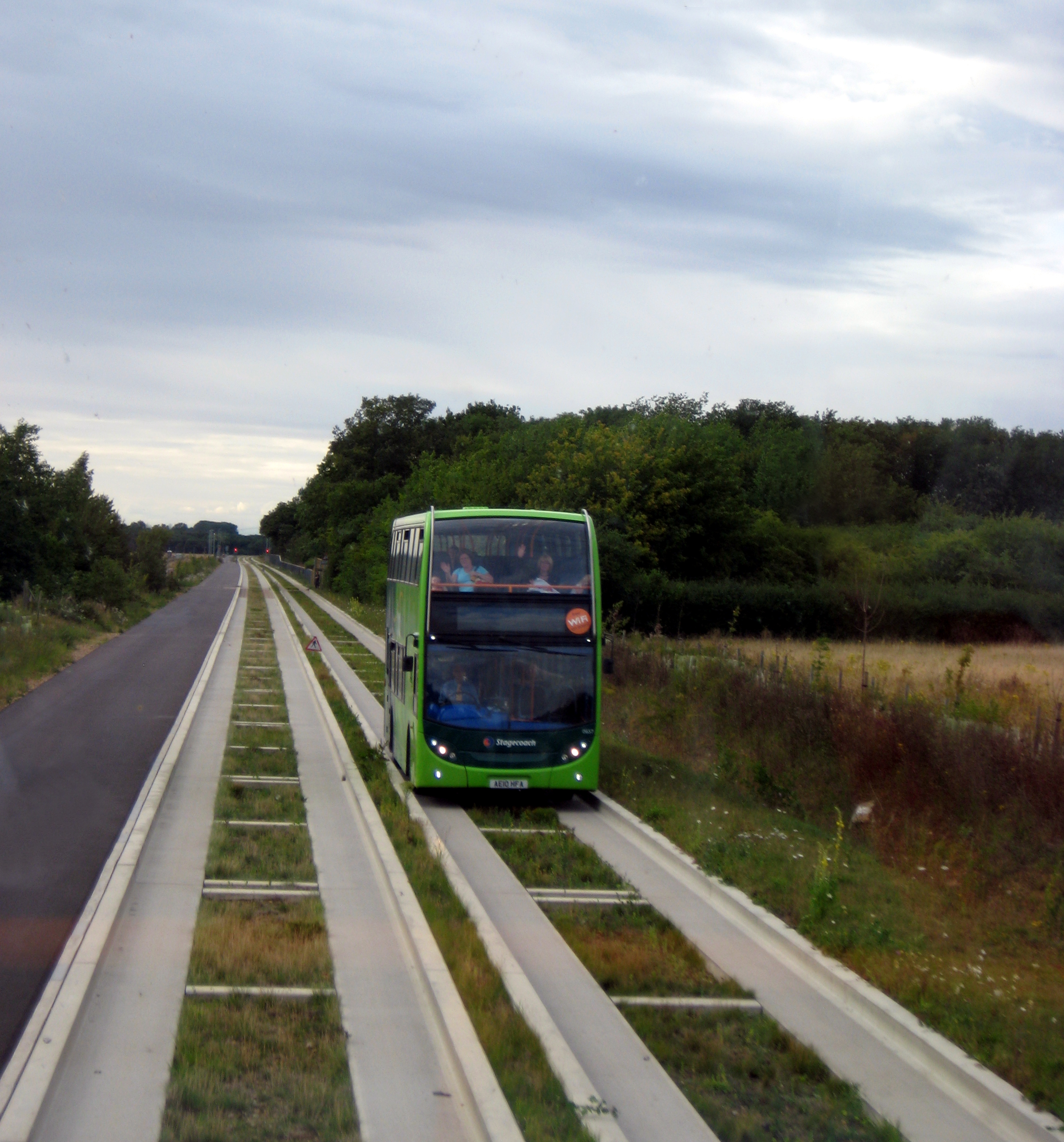
Cambridgeshire Guided Busway tussen Cambridge en St. Ives

Een geleide bus is een bus of trolleybus die automatisch bestuurd wordt. De geleide bus is ontstaan als een goedkoper alternatief voor de tram. Vooral in Frankrijk wordt de geleide bus (autobus guidé) ontwikkeld, getest en zelfs voor commercieel gebruik aangelegd.
Hoewel de bussen automatisch bestuurd worden, zit er een chauffeur in de bus die kan ingrijpen bij een eventuele 'ontsporing'. Voor een geleide bus is een eigen, vrijliggende busbaan nodig.

## Systemen
Voor de automatische besturing zijn verschillende systemen ontwikkeld:

### Mercedes-Benz

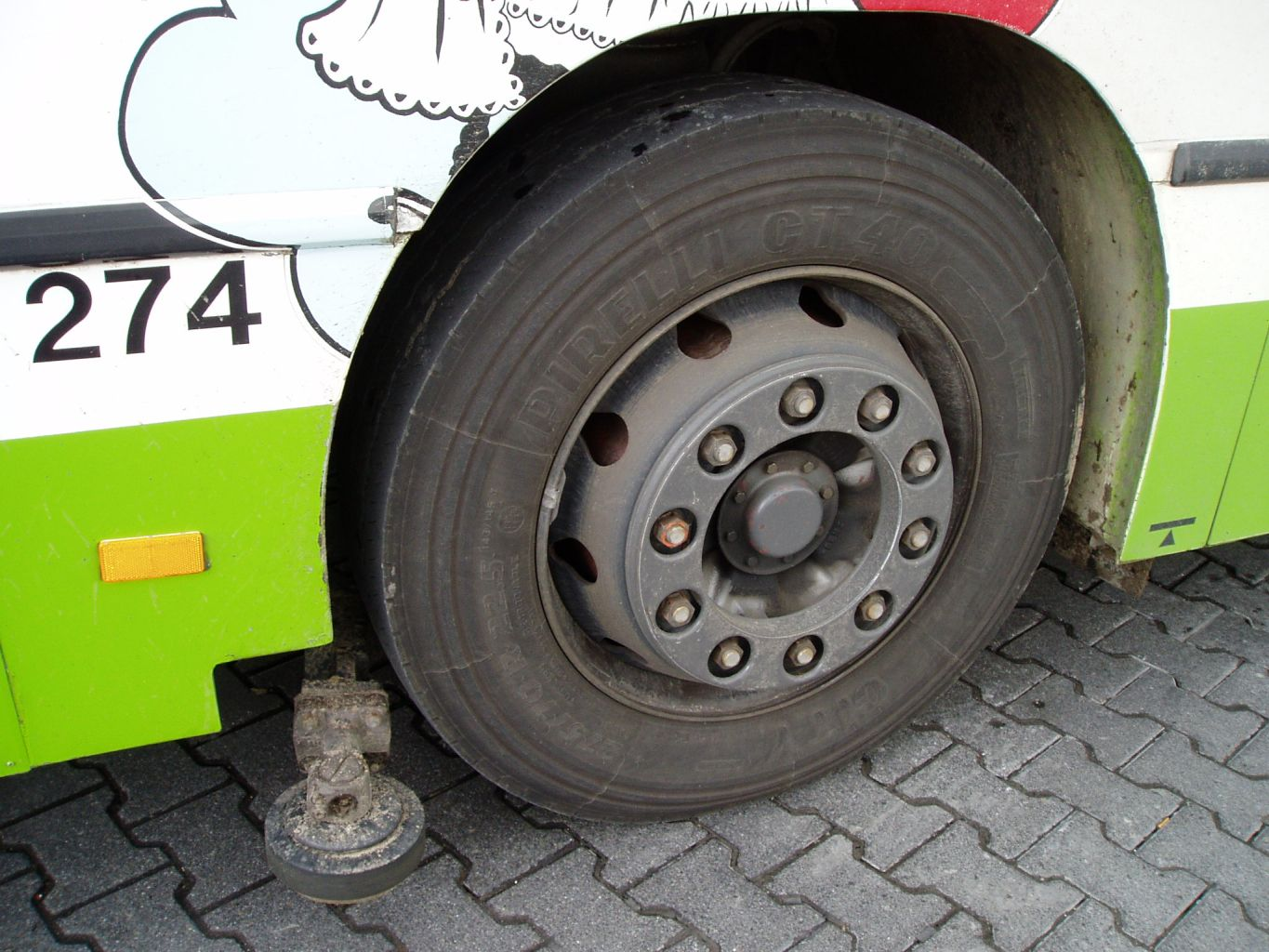
Geleidingswieltje

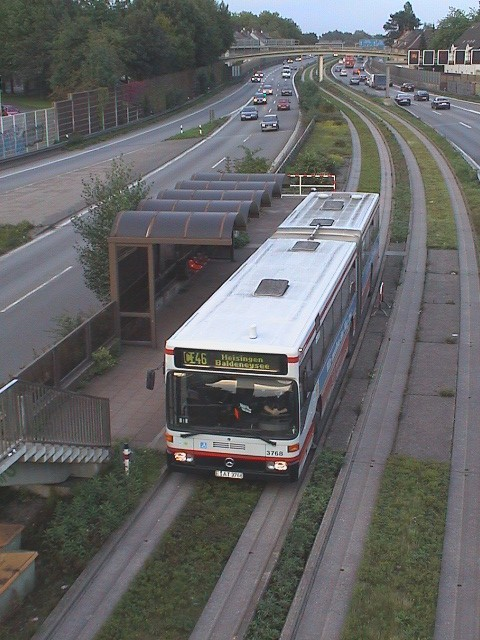
Spurbus in de middenberm van de A 40 te Essen

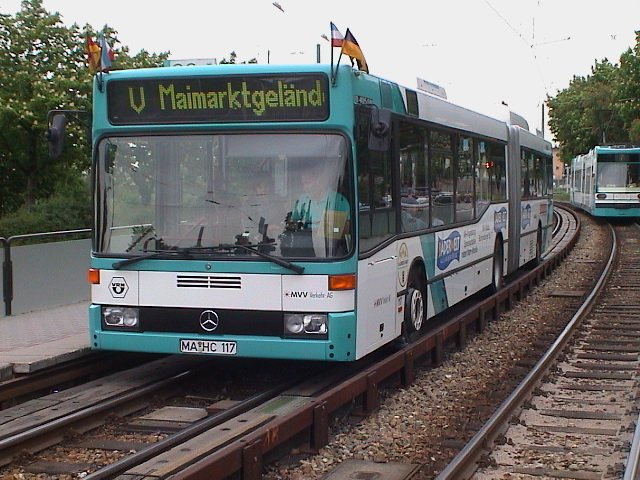
Spurbus te Mannheim

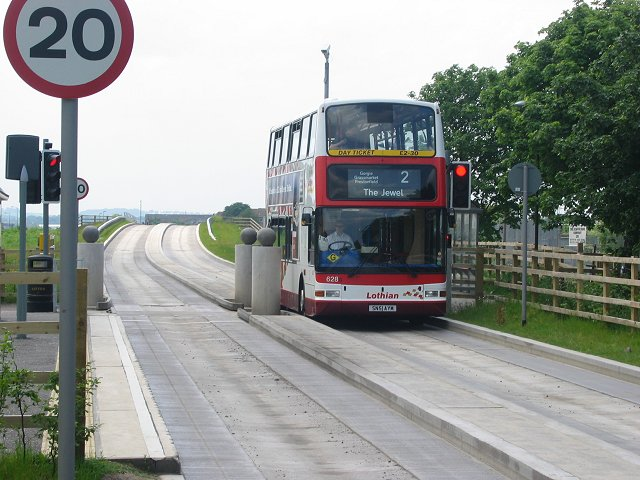
Geleide bus in Edinburgh

De eerste geleidebustechniek komt uit Duitsland en is in de jaren zeventig ontwikkeld door Mercedes-Benz met steun van de federale overheid. De techniek is simpel, maar doeltreffend: de bus zit gevangen in een busbaan met opstaande randen. Geleidingswieltjes die tegen deze rand lopen, sturen de bus in de gewenste richting. Door de opstaande rand is de busbaan lastig inpasbaar in bijvoorbeeld stadscentra.
In Essen werd in 1985 tussen Essen-Wasserturm en het stadsdeel Kray een dergelijk proeftraject gebouwd in de middenberm van de A 40 op een verlaten tramtracé. Vanaf 1988 konden Essense duobussen (trolley/dieselbus) ook in de tramtunnels rijden. Dat laatste was geen succes en in 1995 werd de exploitatie van bussen in de tramtunnels gestaakt maar wordt op de autosnelweg het busspoor nog steeds gebruikt.
Andere steden waar deze geleidingstechniek wordt toegepast:
- O-Bahn te Adelaide (Australië)
- Bradford (Verenigd Koninkrijk)
- Cambridge (Verenigd Koninkrijk)
- Crawley (Verenigd Koninkrijk)
- Edinburgh (Verenigd Koninkrijk)
- Ipswich (Verenigd Koninkrijk)
- Leeds (Verenigd Koninkrijk)
- Mannheim (Duitsland)
- Nagoya (Japan)

### GLT
In de jaren tachtig ontwikkelde de Belgische rollendmaterieelfabrikant BN (opgegaan in Bombardier Transportation) een geleidebussysteem met de benaming GLT (Guided Light Transit). De elektrische bus werd geleid door een enkelvoudige groefrail. Op een 6 kilometer lange lijn tussen Jemelle en Rochefort in België werd dit systeem getest op het tracé van de voormalige NMBS-spoorlijn 150. In 1985 heeft een soortgelijke bus al gereden in de nabijheid van het Atomium in Brussel.

### TVR

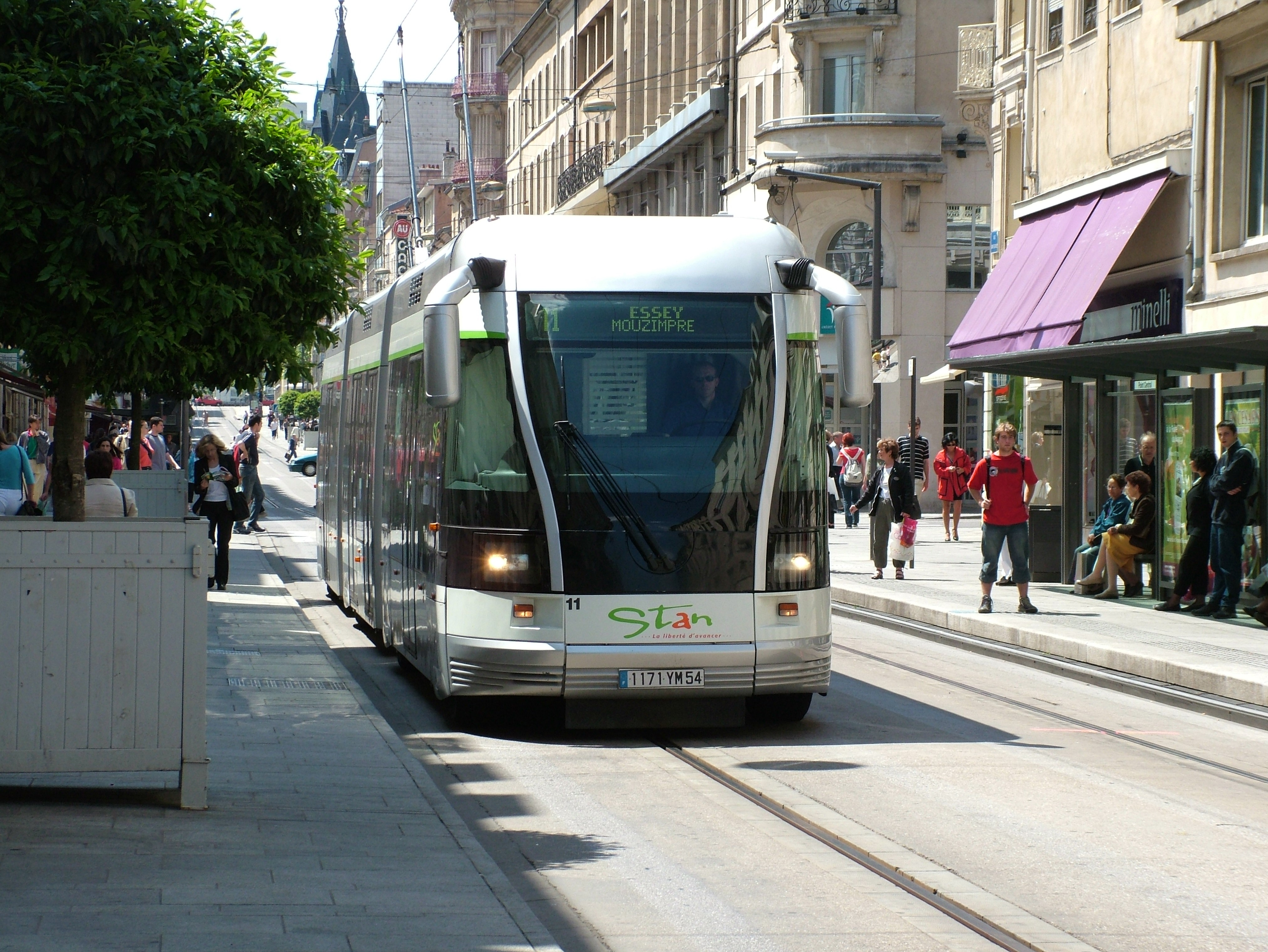
TVR Nancy

TVR is een afkorting van Transport sur Voie Réservée en is een doorontwikkeling van de GLT-techniek van Bombardier Transportation.

### Translohr
De Translohr van de firma Lohr Industrie uit Straatsburg maakt voor de geleiding gebruik van een rail waar twee schuinstaande wielen overheen rijden. De wielen zitten naast elkaar en maken een hoek van 90 graden ten opzichte van elkaar. De Translohr is een tweerichtingsvoertuig en lijkt qua constructie en uiterlijk nog meer op een tram dan de TVR. Zo heeft de Translohr geen stuur en kan het voertuig niet rijden zonder geleiderail en bovenleiding. De voertuigen zijn 2,20 meter breed.
Het Franse Clermont-Ferrand heeft in 2001 voor de Translohr gekozen (zie Bandentram van Clermont-Ferrand). In 2006 is deze lijn geopend. De tramlijnen 5 en 6 van de tram van Île-de-France (onder meer de agglomeratie van Parijs) maken ook gebruik van de Translohr-techniek.
Ook in Italië hebben stedelijke gebieden voor de Translohr gekozen, namelijk: L'Aquila, Padua en Venetië/Mestre. In de Japanse stad Sakai is een proeftracé aangelegd.

### Civis
De Civis is een geleide bus van Irisbus (IVECO-Group) en Matra Transport. Er wordt geen gebruik gemaakt van een geleiderail, maar van camera's die twee onderbroken strepen op het wegdek volgen. Het systeem bleek onbetrouwbaar te zijn in de sneeuw. Sinds 2004 rijden er Civis-bussen in Las Vegas.

### Phileas

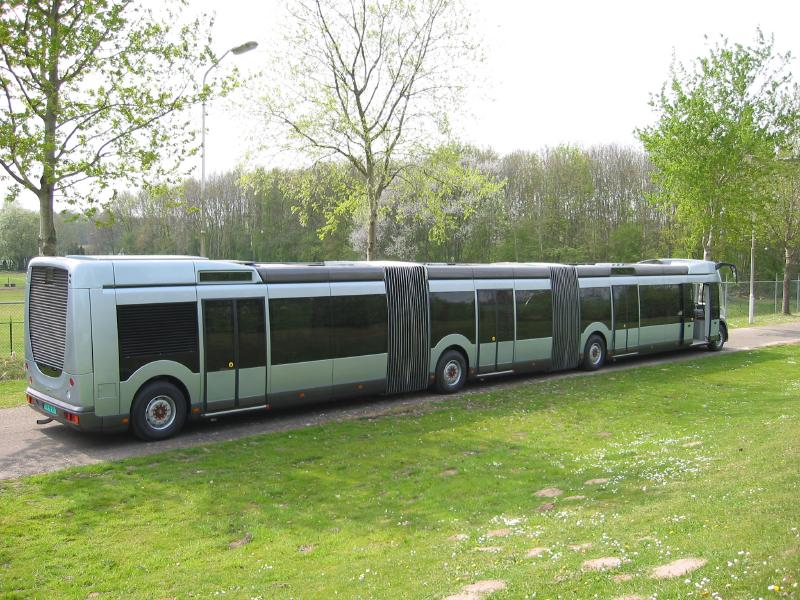
Phileas-bus in Eindhoven

De Phileas was een HOV-verbinding tussen Eindhoven enerzijds en Eindhoven Airport en Veldhoven anderzijds. De Phileas heeft niet aan de verwachtingen voldaan. Op 25 november 2014, precies 10 jaar na introductie, werd de bouwer van de Phileas, Advanced Public Transport Systems (APTS) in Helmond, failliet verklaard.
De geleidingstechniek, "FROG", is ontwikkeld door het Nederlandse bedrijf 2Getthere. FROG is een afkorting van "Free Ranging On Grid" en werkt met een voorgeprogrammeerde route. Met magneetspijkers in het wegdek (bij de Phileas elke 4 meter aangebracht) kan de bus controleren of deze van de geplande route afwijkt, zodat het systeem kan corrigeren. Door voortdurende problemen met de aandrijving verkeerde de Phileas, die in 2004 werd geïntroduceerd, vijf jaar later nog in het experimentele stadium en was er geen storingsvrije exploitatie. Het automatisch geleidingssysteem is geannuleerd, waardoor de Phileas in technisch opzicht steeds minder verschilde van een normale stadsbus tot ze eind 2016 vervangen werden door elektrische bussen van het type VDL Citea.

### Parkshuttle
Deze techniek wordt ook gebruikt voor de ParkShuttle, een people mover tussen Rotterdam en Capelle aan den IJssel. Het systeem werkte naar tevredenheid, maar de exploitatie van de ParkShuttle werd na een botsing in december 2005 stilgelegd. Sinds 1 september 2008 reden de busjes weer maar van 1 juni 2019 tot 5 december 2022 voor een langere tijd niet.